# Drago Hrvacki
Drago Hrvacki, slovenski akademski slikar, grafik in kipar 18. januar 1936, Ljubljana, † 29. januar 2021, Ljubljana.
Drago Hrvacki, akademski slikar, eden glavnih predstavnikov slovenskih neokonstruktivističnih tendenc, se je rodil 18. januarja 1936 v Ljubljani. Mladost je preživel v Ivanjkovcih pri Ormožu.
Na Akademiji likovnih umetnosti v Ljubljani je v letih 1958 do 1963 študiral slikarstvo pri profesorjih Mariju Preglju, Nikolaju Omersi, Slavku Pengovu in Maksimu Sedeju ter grafiko pri Božidarju Jakcu in Riku Debenjaku. Diplomiral je leta 1964. Leta 1970 se je študijsko izpopolnjeval v Italiji. Kot profesor likovne vzgoje je bil zaposlen na več osnovnih in srednjih šolah ter v Pionirskem domu – Centru za kulturo mladih. Aktivno je sodeloval pri ponovnem uvajanju mature in poučeval maturitetni predmet Likovna teorija. Leta 1992 mu je bil podeljen naziv svetnik. Nekaj let je deloval kot svobodni umetnik.
Svojo umetniško pot je začel graditi v drugi polovici šestdesetih let. V slikarstvu, kiparstvu in grafiki se je posvetil iskanju in razvijanju različnih vidikov geometrične abstrakcije. V slikah, objektih in grafikah rešuje probleme ploskve, oblike, barve in prostora, znotraj likovnega prostora pa natančno formulirane oblike z uporabo intenzivne barvne skale po principu komplementarnih barvnih odnosov, modularnega razmerja, simetrije, barvnih variacij in prostorskih izpeljank. Objekti, slike in grafike so postali posebna slikovna polja, nosilci barvnih in kompozicijskih analiz. Ta usmeritev v njegovem delu je bila in ostaja središče njegovega likovnega raziskovanja in ustvarjanja.
Od leta 1967 do 1972 je razstavljal s skupino Neokonstruktivisti in kasneje s skupino Barva. Od leta 1965 do 2010 je imel 27 samostojnih razstav. Sodeloval je na številnih skupinskih razstavah doma in v tujini. Za svoje delo je prejel 7 nagrad.